# Sara Arber
Sara Arber (* 1949) ist eine britische Soziologin und emeritierte Professorin an der University of Surrey. Von 1999 bis 2001 amtierte sie als Präsidentin der British Sociological Association. Seit 2008 ist sie Fellow der British Academy.
Nach einem Postgraduiertenstudium am Population Studies Center der University of Michigan kam Arber 1974 an die University of Surrey und blieb dort, abgesehen von Forschungsaufenthalten in Australien und Indien, während ihrer gesamten akademischen Laufbahn. 1994 wurde sie zur Professorin für Soziologie ernannt, 2017 emeritiert. Ihre Arbeitsschwerpunkte waren Genderforschung und die Soziologie des Alterns.

## Schriften (Auswahl)
- Herausgegeben mit Jay Ginn: Connecting gender and ageing. A sociological approach. Open University Press, Buckingham/Philadelphia 1995, ISBN 0-335-19471-0.
- Mit Jay Ginn: Gender and later life. A sociological analysis of resources and constraints. Sage Publications, London/Newbury Park 1991, ISBN 0-8039-8396-4.
- mit Angela Dale und Michael Procter: Doing secondary analysis. Unwin Hyman, London/Boston 1988, ISBN 0-04-312041-5.